# Тополя метробудівська
Тополя метробудівська — ботанічна пам'ятка природи місцевого значення, знаходиться у Печерському районі м. Києва по вулиці Німанській, 3а. Дерево заповідано у грудні 2010 року з ініціативи Київського еколого-культурного центру — рішення Київради від 23.12.2010 року № 415/5227.

## Опис
Дерево — чорна тополя віком 100 років, висота — 20 метрів, на висоті 4,5 метра дерево має в охопленні 4,5 метра.

## Галерея

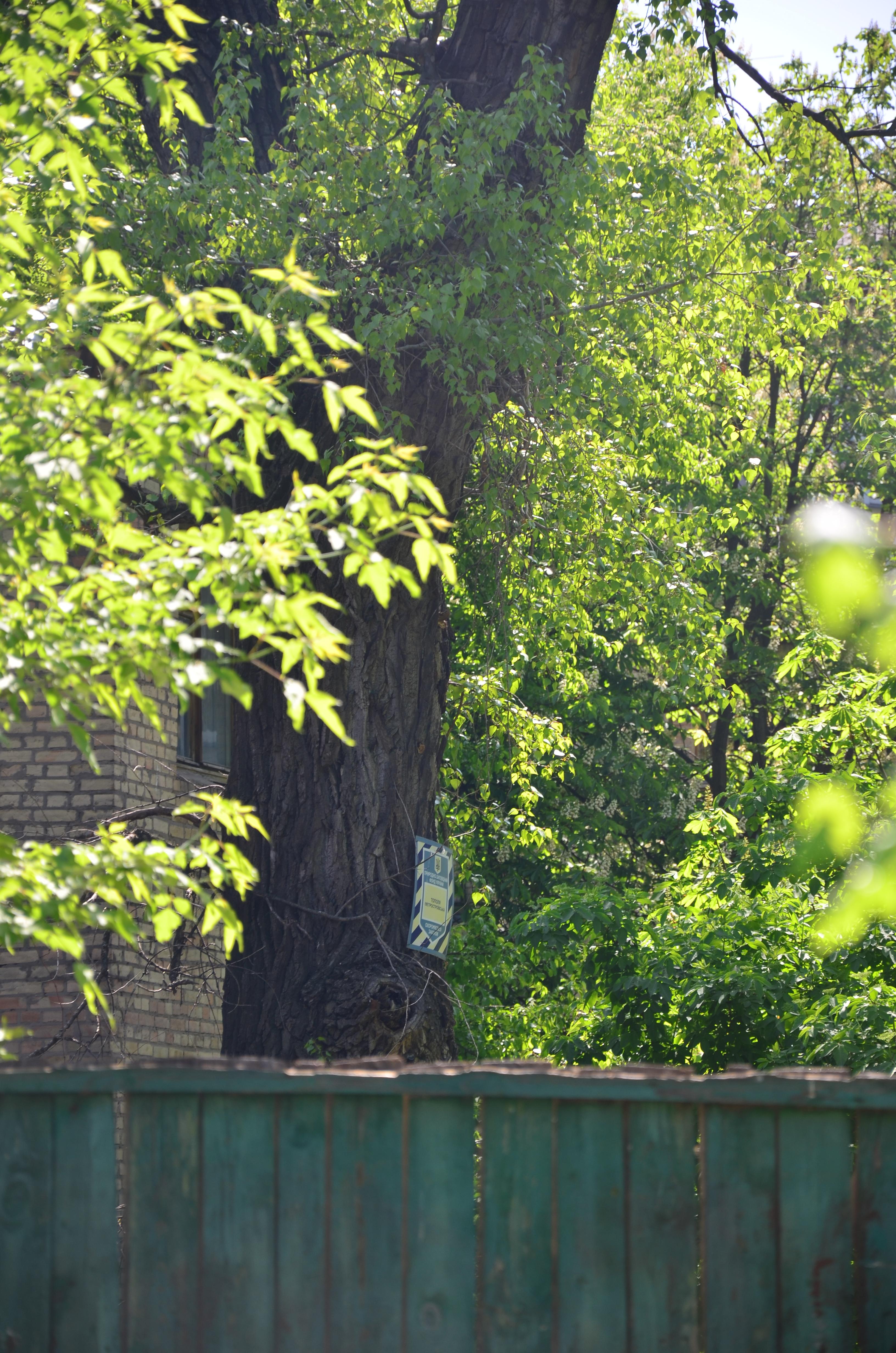
Тополя метробудівська (4 травня 2017 року)
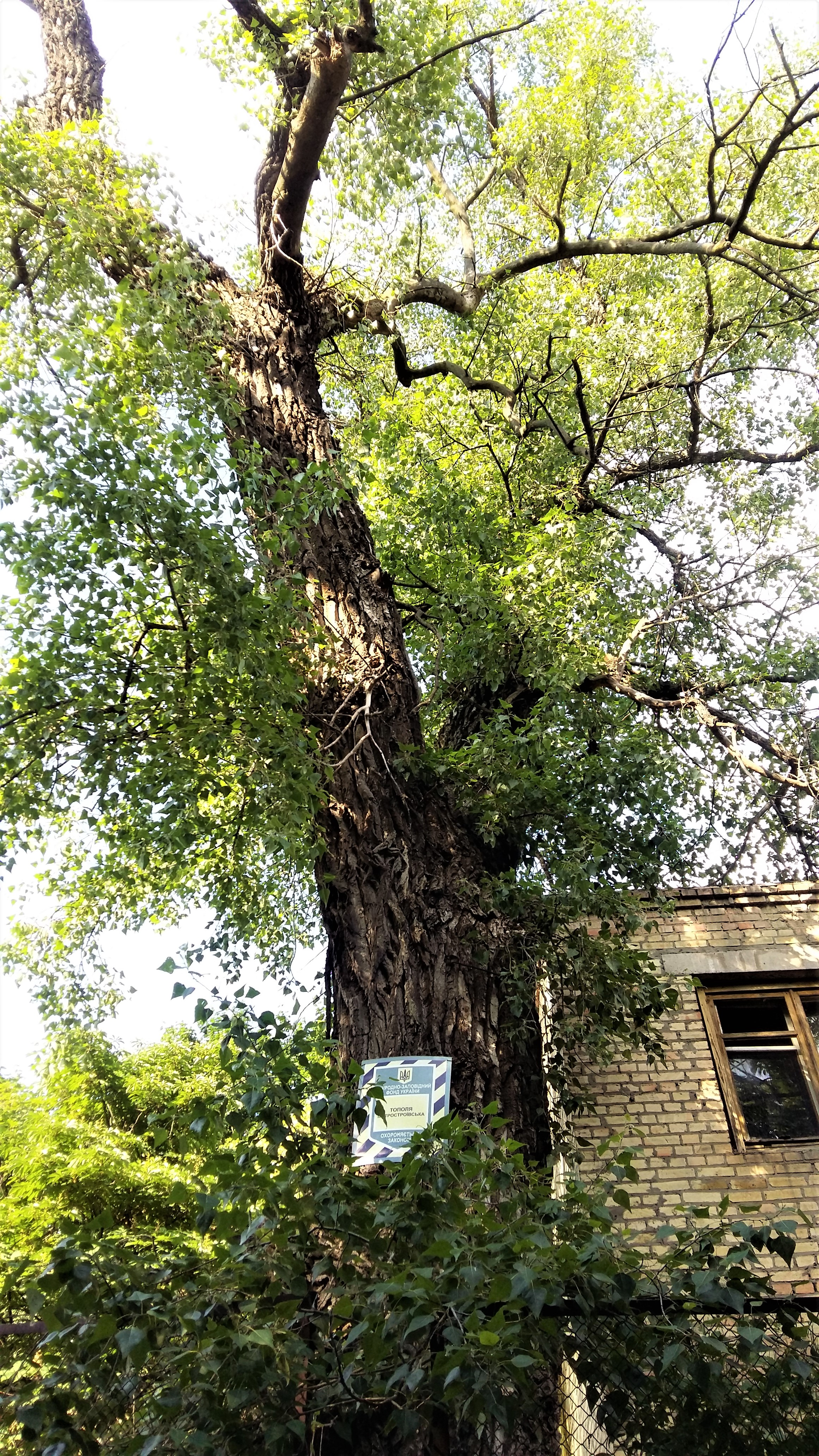
Тополя метробудівська (27 травня 2019 року)
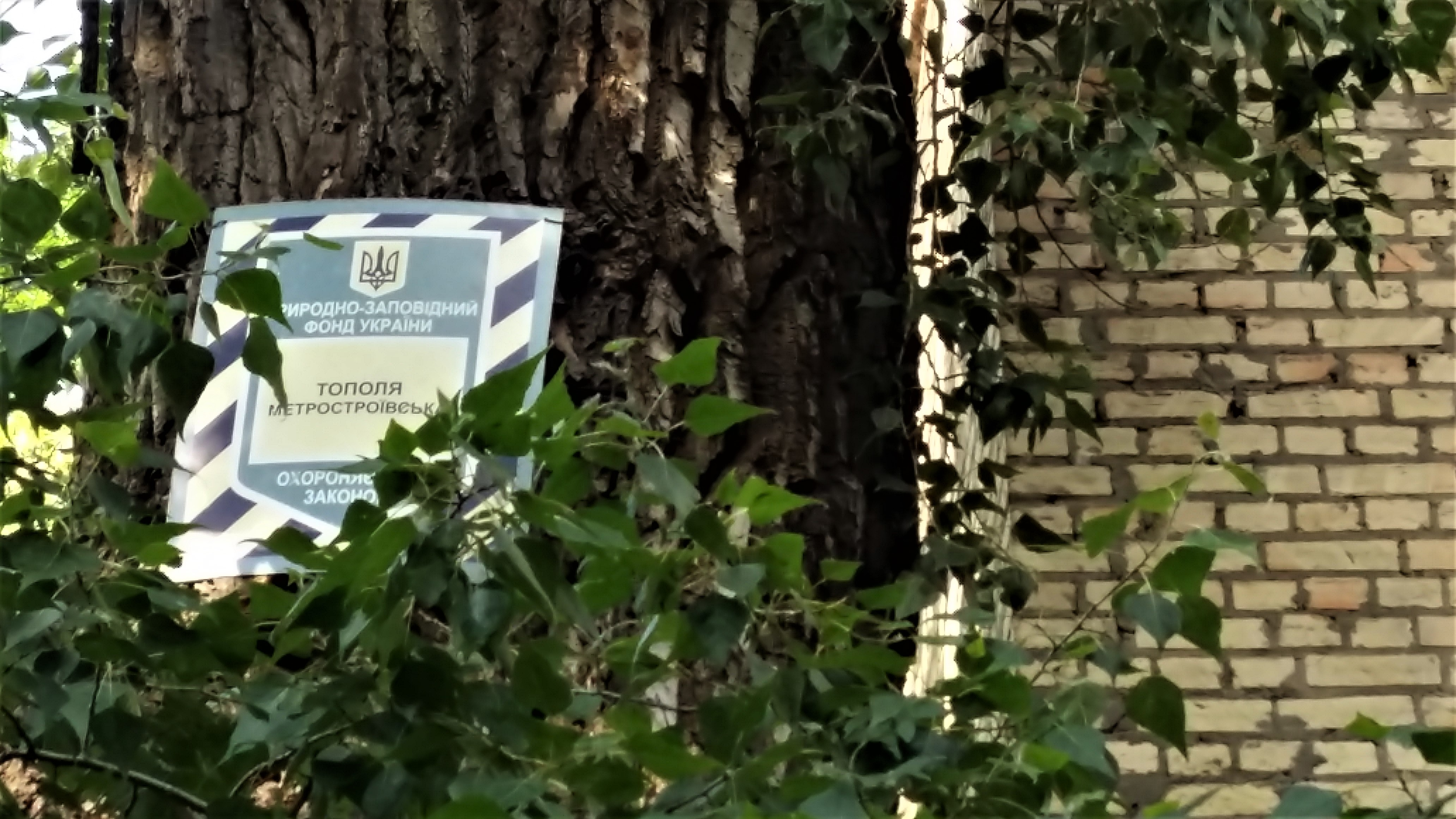
Тополя метробудівська (27 травня 2019 року)
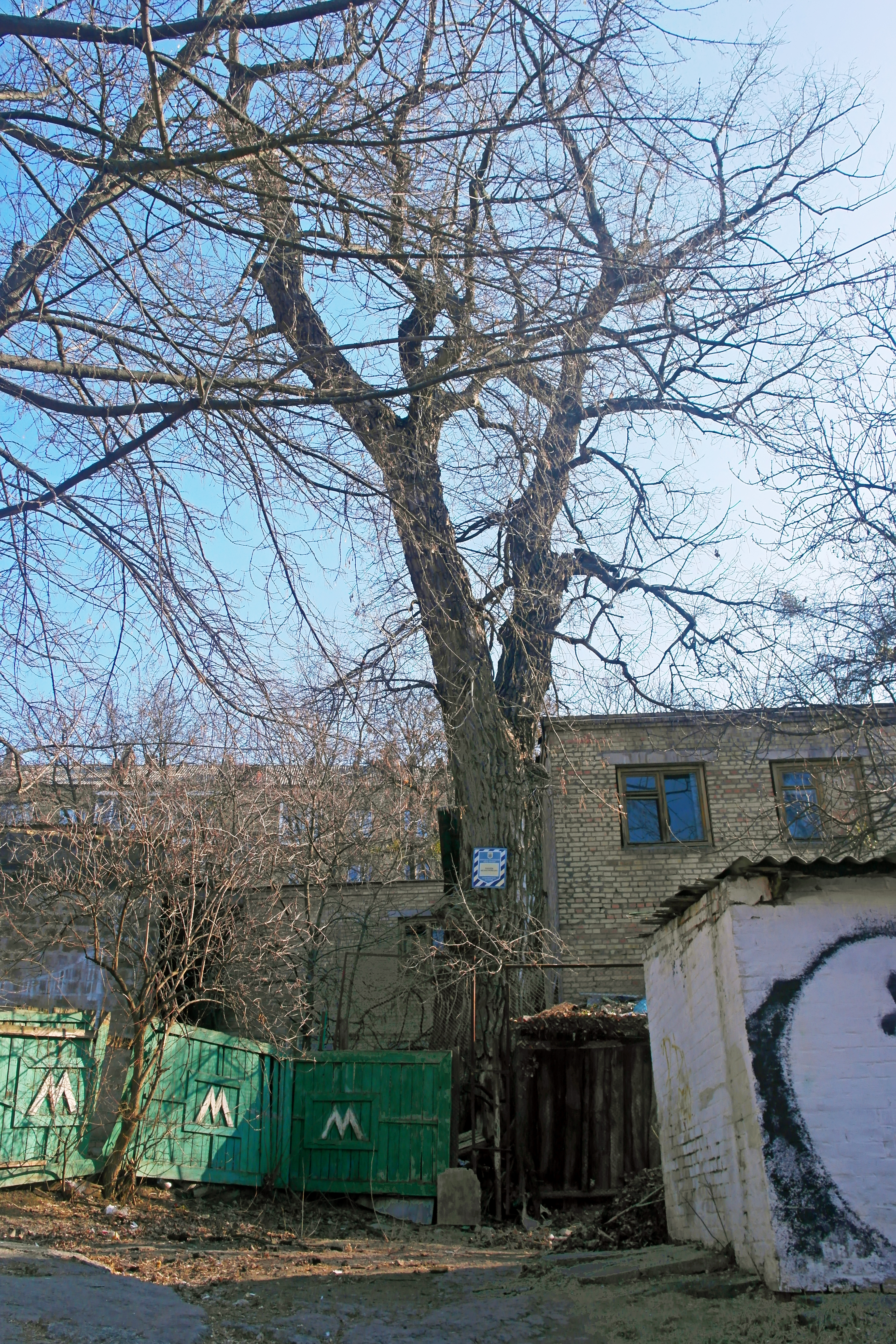
Тополя метробудівська (15 березня 2019 року)